# Apostolische prefectuur
Een apostolische prefectuur is een afgebakend territorium dat als missiegebied wordt beschouwd en waar missionaire arbeid wordt verricht.  Aan het hoofd ervan staat een apostolisch prefect. Deze prefect is een geestelijke, die in opdracht van de Katholieke Kerk aan het hoofd staat van een missiegebied.
Na de oprichting van een apostolische prefectuur kan men overgaan tot de oprichting van een apostolisch vicariaat.

## Huidige Apostolische prefecturen (februari 2014)
- Apostolische prefectuur Bakoe
- Apostolische prefectuur Baoqing
- Apostolische prefectuur Battambang
- Apostolische prefectuur Falklandeilanden
- Apostolische prefectuur Guilin
- Apostolische prefectuur Hainan
- Apostolische prefectuur Haizhou
- Apostolische prefectuur Jiamusi
- Apostolische prefectuur Jiangzhou
- Apostolische prefectuur Jian’ou
- Apostolische prefectuur Kompong-Cham
- Apostolische prefectuur Lindong
- Apostolische prefectuur Linqing
- Apostolische prefectuur Lizhou
- Apostolische prefectuur Marshalleilanden
- Apostolische prefectuur Misratah
- Apostolische prefectuur Qiqihar
- Apostolische prefectuur Robe
- Apostolische prefectuur Shaowu
- Apostolische prefectuur Shashi
- Apostolische prefectuur Shiqian
- Apostolische prefectuur Suixian
- Apostolische prefectuur Tongzhou
- Apostolische prefectuur Tunxi
- Apostolische prefectuur Ulaanbaatar
- Apostolische prefectuur Weihaiwei
- Apostolische prefectuur Westelijke Sahara
- Apostolische prefectuur Xiangtan
- Apostolische prefectuur Xing’anfu
- Apostolische prefectuur Xining
- Apostolische prefectuur Xinjiang
- Apostolische prefectuur Xinxiang
- Apostolische prefectuur Yangzhou
- Apostolische prefectuur Yiduxian
- Apostolische prefectuur Yixian
- Apostolische prefectuur Yongzhou
- Apostolische prefectuur Yuezhou
- Apostolische prefectuur Joezjno-Sachalinsk
- Apostolische prefectuur Zhaotong